# Kolenvergassing

Schema van een vergasser

Bij kolenvergassing wordt steenkool vergast tot synthesegas, een mengsel van voornamelijk koolmonoxide (CO) en waterstof (H2). Kolenvergassing geschiedt bij hoge temperatuur (1300 tot 1500 °C) en onder hoge druk, waarbij stoom en afgepaste hoeveelheden zuurstof gebruikt worden. Een belangrijke toepassing van synthesegas is in de productie van kunststoffen, maar ook van elektriciteit.

## Chemische processen
De volgende chemische processen zorgen voor de productie van synthesegas uit steenkool:
{\displaystyle {\ce {C + O2 -> CO2}}}
{\displaystyle {\ce {CO2 + C -> 2CO}}}
{\displaystyle {\ce {C + H2O -> CO + H2}}}

## Kolenvergassing voor elektriciteitsopwekking
Elektriciteitscentrales gebruiken steenkool als brandstof omdat er ruim meer natuurlijke voorraden van steenkool zijn dan van aardolie en aardgas.
Kolenvergassing is milieutechnisch interessant boven de conventionele verbranding van steenkool vanwege:
- Steenkool bevat van nature veel verschillende elementen die bij verbranding vervuiling opleveren.[bron?] Het is eenvoudiger om het synthesegas te reinigen, dan de rookgassen van direct verbrand steenkool. Hierdoor zijn de emissies naar de lucht van onder meer de verzurende gassen SO2 (zwaveldioxide) en NOx (stikstofoxiden), maar ook van metalen, waaronder kwik, lager dan bij conventionele verbranding van steenkool.
- Het totaal-rendement kan bij gebruik van synthesegas hoger zijn dan bij directe verbranding van steenkool. Dit resulteert in een lagere CO2-uitstoot per geproduceerde kWh. Moderne ultra superkritische poederkolencentrales zoals Centrale Maasvlakte halen een rendement van 46% dat vergelijkbaar is met een kolenvergasser. Ook is het mogelijk het synthese gas net als aardgas te stoken in een STEG installatie. Bij een STEG (stoom- en gas) wordt de restwarmte van de gasturbine benut voor het verwarmen van een stoomketel voor een stoomturbine. Het elektrisch rendement kan daarbij 56 % zijn.
- Het is mogelijk biomassa mee te vergassen, wat effectief ook tot lagere CO2-productie leidt. Conventionele kolencentrales kunnen ook biomassa bijstoken.
- Het afvangen van CO2 kan vóór de verbranding van het synthesegas, door het evenwicht bij het syntheseproces te verschuiven. Het afvangen van CO2 vóór verbranding (pre-combustion) is eenvoudiger dan het afvangen uit de rookgassen achteraf (post-combustion).

Nadelen van een kolenvergassercentrale zijn de hogere investeringskosten en de, in vergelijking met een traditionele kolencentrale, complexe techniek.

### Voorbeelden
In Europa wordt kolenvergassing toegepast in twee elektriciteitscentrales: de Willem-Alexander Centrale te Buggenum en een centrale in Spanje. De Willem-Alexander Centrale die eerder bekendstond onder de projectnaam Demonstratie Kolenvergassing voor Elektriciteitsopwekking (Demkolec), werd in 2013 gesloten.
In de Verenigde Staten zijn nog twee andere kolenvergassercentrales in bedrijf. Hier is door, onder andere, het nutsbedrijf Southern Company en KBR een alternatief procedé ontwikkeld genaamd TRIG (Transport Integrated Gassification) dat werkt bij een lagere temperatuur van 980 °C. Hierdoor vindt er veel minder slakvorming plaats waardoor het mogelijk is om kwalitatief mindere en dus goedkopere steenkool zoals bruinkool in te zetten. Door het afvangen van 65% van de vrijkomende koolstofdioxide wordt een installatie verkregen die ongeveer net zoveel koolstofdioxide uitstoot als een moderne gasgestookte centrale. In 2016 kwam de eerste TRIG installatie van 582 megawatt in Kemper County in gebruik.
In Nederland was een nieuwe centrale op basis van kolenvergassing gepland in de Eemshaven, de Nuon multi fuel 'Magnum' centrale. Nuon heeft recentelijk besloten dat de kolenvergasser-eenheid voorlopig niet zal worden gebouwd en de centrale voorlopig alleen op aardgas zal worden gestookt.